# سوت‌زنی
سوت‌زنی یا افشاگری (به انگلیسی: Whistleblowing) به فعالیت فردی که معمولاً کارمند یک سازمان است اشاره دارد که در آن دست به افشاگری دربارهٔ فعالیت‌های غیرقانونی، غیراخلاقی، نامشروع، ناامن یا فریبکارانه یک سازمان خصوصی یا دولتی می‌زند. افشاگران می‌توانند از روش‌های درون‌سازمانی یا بیرون‌سازمانی برای انتقال اطلاعات یا افشای ادعاهای خود دست بزنند. بیش از ۸۳٪ از افشاگران به این امید که شرکت خود مشکل را برطرف کند به‌صورت درون‌سازمانی اطلاعات خود را به مدیر مستقیم، مدیر منابع انسانی، واحد انطباق یا یک شخص ثالث بی‌طرف در داخل خود شرکت گزارش می‌دهند. همچنین افشاگر می‌تواند با ارتباط با نهادهای بیرون‌سازمانی مانند رسانه‌ها، دولت یا نیروهای انتظامی، ادعاهای خود را سوت‌زنی یا افشا کند. برخی کشورها قوانین ویژه‌ای برای تعریف سوت‌زنی و روش‌های مجاز برای آن دارند. افشاگری می‌تواند در بخش خصوصی یا دولتی رخ دهد.
اغلب سوت‌زنان به دلیل افشاگری‌شان مورد تلافی‌جویی مانند اخراج از کار از سازمان خود روبرو می‌شوند. اقدامات دیگری نیز به‌عنوان تلافی‌جویی ممکن است انجام شود: مانند افزایش غیرمنطقی حجم کار، کاهش ساعات کاری، جلوگیری از تکمیل وظایف، تحقیر یا زورگویی. قوانین در بسیاری از کشورها سعی در حمایت از افشاگران و تنظیم فعالیت‌های افشاگری دارند. این قوانین غالباً رویکردهای متفاوتی برای افشاگری در بخش‌های عمومی و خصوصی اتخاذ می‌کنند.
افشاگران همیشه به اهداف خود نمی‌رسند؛ برای اینکه ادعاهای آنها معتبر و موفق باشد باید شواهد محکمی ارائه کنند تا دولت یا نهاد نظارتی بتواند آنها را بررسی و شرکت‌ها یا نهادهای دولتی فاسد را پاسخگو سازد. افشاگران برای موفقیت در افشاگری خود باید سال‌ها در برابر تلاش‌های هماهنگ و طولانی‌مدتی که ممکن است از سوی سازمان‌ها برای ساکت کردن، بی‌اعتبار ساختن، انزوا و تضعیف وضعیت مالی و روانی‌شان اعمال شود پایداری کنند.
از افشاگران به عنوان «پیامبران در حال انجام وظیفه» یاد شده است. اما بسیاری از آنان شغل خود را از دست می‌دهند، قربانی کارزارهایی برای بی‌اعتبار و منزوی کردن خود می‌شوند، فشارهای مالی و روانی را تحمل می‌کنند و برخی نیز جان خود را از دست می‌دهند. از جمله این نمونه‌ها می‌توان به جان بارنت اشاره کرد که روزی که قرار بود شهادت خود را به عنوان افشاگر علیه شرکت هوافضای بوئینگ ارائه دهد درگذشت و دیوید کلی که دو روز پس از آنکه کمیته‌های اطلاعاتی، امنیتی و امور خارجی پارلمان بریتانیا اعلام کردند که او دربارهٔ ادعاهای مشکوکی که برای قانع‌کردن پارلمان بریتانیا جهت رأی به حمله به عراق مطرح شده بود، مورد بازجویی قرار خواهد گرفت، پیدا شد.

## نمای کلی

### خاستگاه واژه
این واژه با استفاده از سوت برای آگاه کردن عموم یا جمعیت دربارهٔ مسائلی چون ارتکاب جرم یا نقض قوانین در یک بازی مرتبط است. گفته می‌شود که واژه انگلیسی Whistleblowing را کنشگر آمریکایی رالف نیدر در اوایل دهه ۱۹۷۰ ابداع کرد تا از بار منفی واژه‌هایی مانند «خبرچین» و «زیر آب زن» وجود داشت پرهیز کند. اما در واقع ریشه این واژه به قرن ۱۹ بازمی‌گردد. عبارت «سوت‌زنی» در قرن ۱۹ به مأموران اجرای قانون نسبت داده شد، زیرا آن‌ها برای هشدار دادن به مردم یا همکاران پلیس خود از سوت استفاده می‌کردند. داوران ورزشی که از سوت برای اعلام بازی غیرقانونی یا خطا استفاده می‌کنند نیز به عنوان «سوت‌زن» شناخته می‌شدند.
در سال ۱۸۸۳ یک داستان در گازت جینزویل ویسکانسین یک پلیس را که برای هشدار دادن به شهروندان در مورد یک شورش از سوت استفاده کرده بود «سوت‌زن» نامید. در دهه ۱۹۶۰ روزنامه‌نگاران این واژه را برای اشاره به افرادی مانند رالف نیدر که خلافکاری یا تبه‌کاری را افشا می‌کردند به کار رفت.

### روش‌های سوت‌زنی

#### روش‌های داخلی
در بیشتر موارد سوت‌زنان افشاگری خود را درون سازمان از طریق گزارش‌دهی ناشناس به مدیریت انجام می‌دهند تا تخلف یک همکار یا مافوق در شرکت خود را گزارش دهند. در سازمان‌هایی این امکان فراهم شده است تا افراد سازمان بتوانند از طریق هات‌لاین یا کانالهای تماس مختلف موجود فساد را گزارش کنند تا رفتار غیرقانونی و غیرقابل قبول فرد دیگری در سازمان را گزارش دهد. شواهدی وجود دارد که نشان می‌دهد افراد تمایل دارند که اگر در سازمان روش مشخصی برای افشای تبه‌کاری یا فساد وجود داشته باشد و حفظ کامل محرمانگی انجام شود افشاگری را درون سازمان انجام دهند و دست به افشاگری در بیرون از سازمان نزنند.
مکانیزم‌های گزارش‌دهی ناشناس به عنوان مثال‌هایی که قبلاً ذکر شد، کمک می‌کنند تا جوی ایجاد شود که در آن کارمندان بیشتر احتمال می‌دهند تخلفات احتمالی یا واقعی را بدون ترس از تلافی گزارش دهند یا مشاوره بخواهند. استاندارد مدیریت ضد رشوه جدید ایزو ۳۷۰۰۱ شامل گزارش‌دهی ناشناس به عنوان یکی از معیارهای این استاندارد جدید است.

#### کانال‌های خارجی
سوت‌زنان خارجی، تخلفات را به افراد یا نهادهای بیرون از سازمان گزارش می‌دهند. در این موارد، بسته به ماهیت اطلاعات، سوت‌زنان ممکن است تخلفات را به وکلا، رسانه‌ها، نهادهای اجرای قانون یا سازمان‌های نظارتی و سایر ارگان‌های محلی، ایالتی یا فدرال گزارش کنند. در برخی موارد، سوت‌زنی خارجی با ارائه پاداش‌های مالی تشویق می‌شود.

#### کانال‌های شخص ثالث
گاهی اوقات سازمان‌ها از سازمان دیگری برای ایجاد یک کانال گزارش‌دهی امن و ناشناس برای کارمندان خود استفاده می‌کنند که اغلب به عنوان خط ویژه سوت‌زنی شناخته می‌شود. علاوه بر حفاظت از هویت سوت‌زن این خدمات طراحی شده‌اند تا افراد در رأس هرم سازمان را از تخلفات آگاه کنند. گاهی حتی نرم‌افزارهای مدیریتی خاصی طراحی می‌شود که با نرم‌افزارهای درون سازمان یکپارچه شده است که به کارکنان اجازه می‌دهد به‌طور ناشناس گزارش بفرستند.
اجرای یک راهکار شخص ثالث اغلب ساده‌ترین راه برای سازمان است تا رعایت قوانین را ترویج دهد یا سیاست سوت‌زنی را ارائه دهد که قبلاً وجود نداشته است. تعداد فزاینده‌ای از شرکت‌ها و مقامات از خدمات شخص ثالث استفاده می‌کنند که در آن سوت‌زن نیز برای ارائه‌دهنده خدمات شخص ثالث ناشناس باقی می‌ماند، که این امکان از طریق شماره تلفن‌های رایگان و/یا راه‌حل‌های مبتنی بر وب یا اپلیکیشن که از رمزگذاری نامتقارن استفاده می‌کنند، فراهم می‌شود.

## حمایت قانونی از افشاگران

### ایران
دولت ایران در سال ۲۰۲۳ اعلام کرد که سوت‌زنی یا افشاگری عمومی دربارهٔ فسادهای مقامات در صورتی که سوت‌زننده نتواند آن را اثبات کند مجازات قانونی خواهد داشت.

### ایالات متحده آمریکا

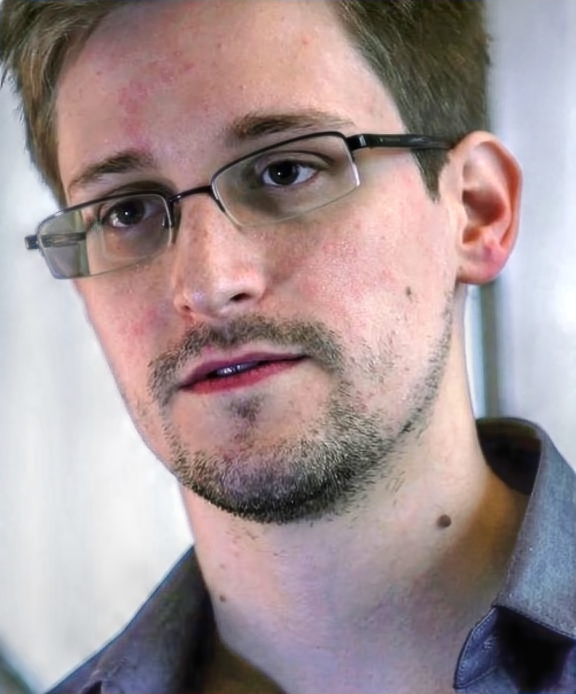
ادوارد اسنودن، افشاگر آمریکایی

در ایالات متحده آمریکا قانون جاسوسی سال ۱۹۱۷ برای پیگرد قانونی سوت‌زنندگانی مانند ادوارد اسنودن و چلسی منینگ به کار رفته است. در سال ۲۰۱۳ منینگ به جرم نقض قانون جاسوسی و افشای اسناد حساس نظامی به ویکی‌لیکس به ۳۵ سال زندان محکوم شد. در همان سال اسنودن به جرم نقض قانون جاسوسی به دلیل انتشار اسناد محرمانه متعلق به آژانس امنیت ملی متهم شد.

## کتابشناسی
- Arnold, Jason Ross (2019). Whistleblowers, Leakers, and Their Networks: From Snowden to Samizdat. Rowman & Littlefield.
- Banisar, David "Whistleblowing: International Standards and Developments", in Corruption and Transparency: Debating the Frontiers between State, Market and Society, I. Sandoval, ed. , World Bank-Institute for Social Research, UNAM, Washington, D.C. , 2011 available online at ssrn.com
- (Open Access)
- Ceva, Emanuela and Bocchiola, Michele (2018). Is Whistleblowing a duty?, Cambridge: Polity Press.
- Dempster, Quentin Whistleblowers, Sydney, ABC Books, 1997. شابک ‎۰−۷۳۳۳−۰۵۰۴−۰ISBN 0-7333-0504-0 [See especially pp. 199–212: 'The Courage of the Whistleblowers']
- Frais, A "Whistleblowing heroes – boon or burden?", Bulletin of Medical Ethics, 2001 Aug:(170):13–19.
- Garrett, Allison, "Auditor Whistle Blowing: The Financial Fraud Detection and Disclosure Act," 17 Seton Hall Legis. J. 91 (1993).
- Hunt, Geoffrey (2000). "Whistleblowing, Accountability & Ethical Accounting". Clinical Risk. 6 (3): 115–16. doi:10.1177/135626220000600306.
- Lauretano, Major Daniel A. , "The Military Whistleblower Protection Act and the Military Mental Health Protection Act", Army Law, (Oct) 1998.
- Lechner, Jay P. & Paul M. Sisco, "Sarbanes-Oxley Criminal Whistleblower Provisions & the Workplace: More Than Just Securities Fraud" 80 Florida B. J. 85 (ژوئن ۲۰۰۶)
- Martin, Brian. Justice Ignited: The Dynamics of Backfire, (Lanham, MD: Rowman & Littlefield, 2007).
- Martin, Brian with Wendy Varney. Nonviolence Speaks: Communicating against Repression, (Cresskill, NJ: Hampton Press, 2003).
- Martin, Brian. Technology for Nonviolent Struggle بایگانی‌شده  در ۹ آوریل ۲۰۰۹ توسط Wayback Machine, (London: War Resisters' International, ۲۰۰۱).
- Martin, Brian with Lyn Carson. Random Selection in Politics, (Westport, CT: Praeger, 1999).
- Martin, Brian. The Whistleblower's Handbook: How to Be an Effective Resister, (Charlbury, UK: Jon Carpenter; Sydney: Envirobook, 1999). Updated and republished 2013 as Whistleblowing: a practical guide, Sparsnäs, Sweden: Irene Publishing.
- McCarthy, Robert J. "Blowing in the Wind: Answers for Federal Whistleblowers", 3 William &amp; Mary Policy Review 184 (2012).
- Rowe, Mary & Bendersky, Corinne, "Workplace Justice, Zero Tolerance and Zero Barriers: Getting People to Come Forward in Conflict Management Systems," in Negotiations and Change, From the Workplace to Society, Thomas Kochan and Richard Locke (eds), Cornell University Press, 2002
- Wilkey, Robert N. Esq. , "Federal Whistleblower Protection: A Means to Enforcing Maximum Hour Legislation for Medical Residents", William Mitchell Law Review, Vol. 30, Issue 1 (2003).
- Engineering Ethics concepts and cases by Charles E. Harris, Jr. – Michael S. Pritchard- Michael J. Rabins.
- IRS.gov بایگانی‌شده  در ۴ اوت ۲۰۱۷ توسط Wayback Machine, Whistleblower – Informant Award
- Whistleblower& Laws Australia – Global and Australian Laws: Steven Asnicar, 2019

## جستارهای بیرونی
- Ed Yong (28 November 2013). "3 ways to blow the whistle" (PDF). Nature Vol 503.
- Public Interest Disclosure Act 1998 بایگانی‌شده  در ۱۶ مه ۲۰۰۸ توسط Wayback Machine from Her Majesty's Stationery Office
- National Security Whistleblowers, a Congressional Research Service (CRS) Report
- Survey of Federal Whistleblower and Anti-Retaliation Laws, a Congressional Research Service (CRS) Report
- Whistleblower Protection Program & information at U.S. Department of Labor
- Read v. Canada (Attorney General) Canadian legal framework regarding whistleblowing defence
- Patients First
- Whistleblowers UK بایگانی‌شده  در ۱۷ آوریل ۲۰۱۹ توسط Wayback Machine
- Why be a whistleblower? بایگانی‌شده  در ۱۳ ژوئن ۲۰۱۷ توسط Wayback Machine
- Author Eyal Press discusses whistleblowers and heroism on Conversations from Penn State
- "Digital Dissidents: What it Means to be a Whistleblower". Al Jazeera English.